# Uppsåt
Uppsåt har man när man företar en handling där följden av handlingen innefattas i handlarens sinne, dvs att denne är medveten om följden. Uppsåt blev brett spritt genom den romerska rättens utbredning i Europa tillsammans med kristendomen. Det var den kristna tanken om att en skyldig handling, actus reus, för att vara värd straff måste följas av ett skyldigt sinne, mens rea, som låg bakom att uppsåtstanken spreds. Uppsåt används som ett begrepp inom juridiken: att uppsåtligen orsaka något betraktas som mer straffvärt än att uppnå följden av oaktsamhet eller på grund av en olyckshändelse (våda). Inom juridiken används även det latinska ordet dolus för uppsåt.

## Olika former av uppsåt

### Former som användes i svensk rätt från 1949 fram till 2004
- Direkt uppsåt (dolus directus): när gärningsmannen aktivt eftersträvar resultatet av den handling han företar sig, antingen som slutmål eller som medel eller delmål för att i slutänden uppnå ett annat mål.
- Indirekt uppsåt (dolus indirectus): om gärningsmannen inte avstår från att företa en handling, även om han inser vad resultatet av handlingen kommer att bli.
- Eventuellt uppsåt (dolus eventualis): Delas upp i två led: I det första konstateras att gärningsmannen misstänker men inte säkert inser att en viss omständighet (som utgör brottsrekvisit) föreligger (till exempel att utövat våld är dödligt). I det andra ledet görs ett hypotetiskt prov: Om man kan säga att gärningsmannen skulle ha företagit handlingen även om han hade insett följden, så är kravet på eventuellt uppsåt uppfyllt.

Tidigare skiljdes i stället mellan berått mod och hastigt mod. Mest minnesvärd var distinktionen mellan brotten dråp, som var uppsåtligt dödande på impuls eller provokation, och mord, som dödandet i någon mån var på förhand genomtänkt. Distinktionen slopades genom nya Brottsbalken 1962, då mord blev standardbrottet och dråp intar rollen som "ringa mord", grundat på en rad möjliga förmildrande faktorer.

### Efter 2004 års rättsfall
Efter det s.k. HIV-fallet 2004 stipulerade HD en i rättsvetenskapen länge förfäktad ändring av uppsåtsbegreppen.  Högsta domstolen har i en dom från 2016 ändrat terminologin något. 
- Avsiktsuppsåt (Direkt uppsåt): kvarstod men beskrevs som misstanke om följden och önskan att uppnå följden. Om gärningsmannen har haft för avsikt att uppnå en effekt och också uppfattat den som praktiskt möjlig, har han handlat med avsiktsuppsåt. För avsiktsuppsåt/direkt uppsåt krävs alltså en klar, på förhand bestämd bana mellan tanke, plan, handling och följd, även om tidsspannet i realiteten kan utspela sig under kort tid. Ett praktexempel är en kontraktsmördare som utför ett överlagt mord med syfte att bringa personen om livet, och i sitt agerande försäkrar sig om att så sker, t ex genom att skjuta personen flera gånger i huvudet eller vitala organ.

- Likgiltighetsuppsåt: Om gärningsmannen har misstanke om följden med sitt handlande, men likväl genomfört handlingen, helt likgiltig inför den förutsägbara följden föreligger likgiltighetsuppsåt. Likgiltighetsuppsåtet har ersatt indirekt och eventuellt uppsåt. Likgiltighetsuppsåtet har av HD fastslagits som uppsåtets undre gräns till oaktsamhet, och har setts som något terminologiskt tveksam och att gränsen, som kan avgöra om någon döms för vållande till annans död eller mord, är ytterst oklar även i praktiken. Ett platonskt exempel, hämtat från fiktionens värld, är den fiktive seriemördaren Jigsaw, som utsätter människor för kreativa dödsfällor som dessa med list och umbäranden kan undkomma levande, men oftast inte gör det. I detta fall är döden alltså närmast något oönskat och går konkret mot gärningsmannens förhoppningar, men givet den kallblodiga förutsägbarheten ska även dödandet anses uppsåtligt.

- Insiktsuppsåt: Är en kontroversiell form av uppsåt som används i ett fåtal rättsfall och ibland anses vara en nödvändig utfyllnad. Insiktsuppsåtet innebär att man med direkt uppsåt begår en viss gärning men med en annan avsikt. Har gärningsmannen visserligen inte eftersträvat effekt men förstått att den skulle inträffa eller att den var praktiskt taget oundviklig, har han haft insiktsuppsåt. Ett exempel kan vara att placera en bomb ombord på ett flygplan med avsikt att döda en specifik passagerare, i vilket fall insiktsuppsåt (för mord) föreligger för övriga passagerare och personal som omkommer eller, mer prosaiskt, en rånare som skjuter en säkerhetsvakt i bröstet i syfte att komma undan denne. Även en extremt farlig handling utan helt förutsägbara offer, som att kasta en granat i en folkmassa, skulle kunna klassas under denna form av uppsåt, även om likgiltighetsuppsåt möjligen faller närmare givet om faran är helt uppenbar eller bara mycket sannolik. Döden är då av underordnad betydelse men en helt införstådd logisk följd av handlandet. Skillnaden insikt/avsiktsuppsåt har en viss inverkan på straffmätningen, där avsikt är den klart allvarligaste. För fall av mordförsök där maxstraffet livstids fängelse utdöms föreligger ofta avsiktsuppsåt, som efter attentatet mot Obidkhon Sobitkhony eller våldsdådet i Vetlanda 2021 (där offren dessutom var många och slumpmässigt utvalda).

Exempel:
En person tänder en cigarett med en tändsticka och kastar sedan tändstickan i en höstack, höstacken börjar brinna. 
1. Om personen inte har misstanke om att höstacken ska börja brinna så saknas uppsåt.
2. Om personen inte är likgiltig inför att höstacken ska börja brinna så saknas likgiltighetsuppsåt.
3. Om personen inte avser att höstacken ska börja brinna så saknas direkt uppsåt.

## Uppsåt och oaktsamhet
Dolus och culpa är två intimt kopplade begrepp inom juridiken. Inom straffrätten avses härmed de två skuldformer, från vilka strafflagarna utgår vid sina bestraffningsreglers uppställande. Vid många rättskränkningar förutsattes nämligen för att straff över huvud skall komma till användning att dolus föreligger och i de fall då straff kan inträda, även om blott culpa föreligger, gäller som regel att i så fall lindrigare straffbestämmelser tillämpas. Därutöver förutsattes för bestraffning av ofullbordade stadier av brottslighet, att dolus förelegat hos den handlande. 
Hur dessa skuldformer bör avgränsas från varandra är omtvisat. I allmänhet sägs dolus föreligga, om rättskränkningen i fråga ingår i en handlande persons föreställningskomplex som ändamål eller som medel för ändamål ("ingår i hans syfte"). Dessutom måste emellertid dolus även anses föreligga, om rättskränkningen i fråga enligt den handlandes uppfattning är nödvändigt förbunden med handlingens företagande (enligt andra: med något, som ingår i hans syfte); vanligen antas dolus även föreligga, om rättskränkningens inträde för den handlande framstår såsom endast ett möjligt resultat av handlingen (eller av något, som ingår i hans syfte), samt den handlande skulle företagit handlingen i fråga, även om rättskränkningens inträde för honom framstått såsom fullt visst. Skulle han åter för sådant fall hellre avstått från densamma, det vill säga har han med sitt handlande endast velat riskera rättskränkningens inträde, får på sin höjd culpa antagas vara för handen. Härutöver måste emellertid för tillvaron av dolus alltid fordras, att enligt den handlandes föreställning alla de omständigheter är för handen, vilka erfordras för att det föreställda förloppet skall innefatta en rättskränkning samt den rättskränkning om vilken det är fråga (till exempel inget uppsåt att stjäla, om man föreställer sig, att den sak man avser att ta tillhör en själv). Brister de nu uppställda förutsättningarna, kan på sin höjd endast culpa föreligga i förhållande till rättskränkningen. Till dess avgränsning från det skuldlösa området kan culpa i positiv riktning karakteriseras som oaktsamhet, denna må nu bestå i bristande psykisk aktivitet, i det att föreställningen om rättskränkningen i fråga antingen inte alls aktualiserats i samband med handlingens företagande eller väl aktualiserats, men endast med otillräcklig sannolikhetsgrad eller olust-betoning; eller den må bestå i att den handlande utan tillräcklig grund förbisett någon av de omständigheter, som erfordras, för att det föreställda förloppet skall innefatta en rättskränkning respektive den rättskränkning det är frågan om.